# ナルヴィクの戦い
ナルヴィクの戦いは、第二次世界大戦中の1940年に、ノルウェーの北極圏の都市ナルヴィクをめぐって行われた戦い。4月9日に、ドイツ軍は、ヴェーザー演習作戦で、ノルウェーとデンマークに侵攻したが、その一環で、山岳兵1個連隊がナルヴィクを無血占領した。ナルヴィクを奪還するために、イギリス・フランス・ポーランドの連合軍は、ナルヴィクの北西のハーシュタに上陸した。2度のオフォトフィヨルドでの海戦で、ドイツの山岳兵を運んできた10隻の駆逐艦は全滅し、ドイツ軍は、ナルヴィクを占領したが孤立することになった。ナルヴィクのドイツ軍にとって、もっとも近くの友軍拠点は、約700km南方のトロンハイムであり、空軍の支援や補給は、限定的であった。英仏ポ連合軍とノルウェー軍は、ドイツ軍に対して数的には6倍近い優勢であったが、ノルウェー軍を除いて、北極圏での作戦行動について訓練や装備を欠いており、その奪回作戦の進行はスローだった。5月28日に、連合軍はナルヴィクを奪回したが、同じ頃、英仏軍は、ダンケルクからイギリス本土へ撤退中で、既に、派遣軍はノルウェーから撤退することが決定済だった。6月8日に、派遣軍は撤退し、ノルウェーでの戦闘は終了した。

## 海戦

### ドイツ軍の侵入
1940年3月1日、ドイツの総統であるアドルフ・ヒトラーはノルウェー侵攻を命令、ヴェーザー演習作戦 (Unternehmen Weserübung) と命名された。この作戦にはドイツ海軍の大部分が参加し、ノルウェー攻略にあたる艦艇は6つのグループに分けられた。
ナルヴィク攻略にあたるグループ1は駆逐艦ゲオルク・ティーレ、ヴォルフガング・ツェンカー、ベルント・フォン・アルニム、エーリッヒ・ギーゼ、エーリッヒ・ケルナー、ディーター・フォン・レーダー、ハンス・リューデマン、ヘルマン・キュンネ、ヴィルヘルム・ハイドカンプ（旗艦）、アントン・シュミットで構成され、フリードリヒ・ボンテ代将が指揮した。各艦にはエデュアルト・ディートル少将が率いる第139山岳猟兵連隊の陸軍将兵が約200名ずつ、合計1,900名が乗っていた。
グループ1は4月6日夜にヴェーザーミュンデから出航し、トロンハイムへ向かうグループ2や巡洋戦艦シャルンホルスト、グナイゼナウとともに北上した。その途中、遭遇したイギリス駆逐艦グローウォームを撃沈した。4月8日夜にロフォーテン諸島沖で2隻の巡洋戦艦と別れてグループ1ヴェストフィヨルドを北上し、4月9日未明にナルヴィクへ通じるオフォトフィヨルドに入っていった。ただ、途中嵐の中を航行する際に特に燃料消費が大きかったエーリッヒ・ギーゼは、燃料節約のため遅れていた。オフォトフィヨルドにはいったグループ1はノルウェーの監視艇Michael SarsとKeltに発見された。ノルウェーの監視艇は、9隻のドイツ駆逐艦がオフォトフィヨルドに入ったと報告した。フィヨルド途中のラムネース水道には沿岸砲台があると思われていたためハンス・リューデマンとアントン・シュミットがその攻略に向かったが、実際はそのようなものは存在しなかった。フィヨルドの外へ向かっていたノルウェーの監視艇Senjaがこのドイツ駆逐艦を発見したが、誤ってイギリス駆逐艦と報告した。後でドイツ駆逐艦と修正されたが、その通信は届かなかった。
続いてボンテはヴォルフガング・ツェンカー、エーリッヒ・ケルナー、ヘルマン・キュンネの3隻をヘリヤンクスフィヨルドのエルヴェゴール占領に向かわせ、ヴィルヘルム・ハイドカンプとゲオルク・ティーレ、ベルント・フォン・アルニムを率いてナルヴィクへと向かった。もう1隻の駆逐艦ディーター・フォン・レーダーはオフォトフィヨルド入り口で哨戒に当たっていた。
ナルヴィクには、ノルウェー海軍のノルゲ級海防戦艦アイツヴォルとノルゲが停泊していた。ドイツの駆逐艦によるフィヨルド侵入が伝えられていたため、海防戦艦では戦闘準備が整えられていた。4時15分に吹雪の中からドイツの駆逐艦が現れると、港外に停泊していたアイツヴォルは発光信号で誰何したがドイツ駆逐艦からの返答はなかった。そのため警告射撃を行い停船を命じる信号旗を掲げた。この後ヴィルヘルム・ハイドカンプは停止し、ゲルラッハ（Gerlach）中佐と信号手がアイツヴォルへと向かった。ゲルラッハはアイツヴォルのヴィロック（Willoch）艦長と会い、降伏を要求した。ドイツ軍の侵入者に対しては抵抗するよう命じられているため上官と相談する必要があるとヴィロックは述べた。ヴィロックは上官に連絡を取り明確な攻撃命令を受けた。それを告げられたゲルラッハは、アイツヴォルから離れると赤色の信号弾を発射した。この時、ヴィルヘルム・ハイドカンプはアイツヴォルから700m離れた場所にあり、魚雷発射管はアイツヴォルのほうに向けられていた。ボンテはアイツヴォルからの攻撃があるまで攻撃を待とうとしたが、アイツヴォルが体当たりを試みようとしているように見えたこともあり、ヴィルヘルム・ハイドカンプ艦長Hans Erdmenger中佐が魚雷発射命令を求め、ボンテも許可した。ヴィルヘルム・ハイドカンプは4本の魚雷を発射し、その内2本ないし3本が命中した。アイツヴォルは弾薬の誘爆と思われる爆発を起こし、沈没した。4時37分のことであった。艦長以下177人（または115人）が死亡し、生存者は8人であった。
一方、ゲオルク・ティーレとベルント・フォン・アルニムは停船せず、港内に入って兵員を上陸させ始めた。港内に入ってくる2隻のドイツの駆逐艦はノルゲから視認されたが、すぐに雪の中に消えてしまった。続いてアイツヴォルが爆発した音が聞こえたが、やはり何も見えなかった。4時45分に再びドイツの駆逐艦が確認できると、ノルゲのペール・アスキム（Per Askim）艦長は砲撃を命令した。ノルゲは800mの距離で、21cm砲弾5発と7から8発の15cm砲弾を発射したが命中しなかった。ベルント・フォン・アルニムが12.7cm砲で応射したが、こちらも命中しなかった。続いてベルント・フォン・アルニムが7本の魚雷を発射した。2本がノルゲに命中し、ノルゲは転覆して沈没した。アスキムを含め96人が救助されたが、105人が死亡した。ナルヴィクは上陸したドイツ軍により占領された。
ラムネース水道で分派された駆逐艦はそこに兵員を上陸させたが、沿岸砲台が無いとわかると再び兵員を収容しナルヴィクへと向かった。
ナルヴィク占領に成功すると、ドイツの駆逐艦は帰路のための燃料補給を開始した。本来なら事前に2隻のタンカーが到着しているはずであった。しかし、ナルヴィクにはヤン・ヴェレン（Jan Wellem、11,776トン）しか到着していなかった。ヤン・ヴェレンは4月6日にソ連領内にあったドイツの基地Basis Nordを出発し4月8日にナルヴィクに到着していた。他のタンカーカテガット（Kattegat、6,031トン）は4月3日にヴィルヘルムスハーフェンを出発したが、イギリスの機雷敷設の影響を受けて航路を変更したため到着しておらず、のちの4月10日朝にノルウェーの哨戒艇ノールカップ (Nordkapp) に発見され自沈。ヤン・ヴェレンは元々は捕鯨母船であり、給油能力が低かった。給油は同時に2隻までにしか行えず、しかも十分な量を給油するのに8時間も要した。

### 第一次ナルヴィク海戦
ドイツ軍がナルビクへ向かったという情報より、海軍本部は、第2駆逐艦隊（司令官バーナート・ウォーバートン=リー（en））のH級駆逐艦5隻（ハーディ（旗艦）、ホットスパー、ハヴォック、ハンター、ホスタイル、に攻撃を指示した。4月9日の夜に部隊は、ドイツ軍に探知されることなくオフォト・フィヨルドからナルビクへ侵入し、奇襲に成功したが、ドイツ軍も反撃に出て、双方とも2隻の駆逐艦が沈没し、司令官は戦死した。残りの戦闘艦艇も、ドイツ軍の3隻が比較的軽い損傷であった以外は、大きなダメージを受けた。イギリスの3隻の駆逐艦は、4月10日早朝にオフォトフィヨルドから脱出した。

### 第二次ナルヴィク海戦
4月13日、戦艦ウォースパイトと駆逐艦9隻からなるイギリス艦隊は、オフォト・フィヨルドへ侵入し、残存していたドイツ駆逐艦8隻を撃沈するか自沈させた。また、Uボート1隻がウォースパイト艦載機の攻撃により撃沈された。海戦を生き残ったドイツ駆逐艦乗員約2600人は陸上にあがり、山岳兵がノルウェー軍武器貯蔵庫から押収した武器、弾薬、ノルウェー軍制服を支給されて、ディートルの傘下で海軍歩兵部隊としてナルヴィク周辺での地上戦に参加することになった。
ドイツ軍はナルヴィクを占領したものの、海戦の結果、海上はイギリス軍に制圧され、孤立することになった。もっとも近くのドイツ軍拠点は、遥か南方のトロンハイムのドイツ軍になり、トロンハイムのドイツ軍も孤立していたので、当面、補給は期待できなくなった。

### ユーノー作戦
連合軍は、5月初旬にオンダルスネスとナムソスから撤退し、ドイツ軍はトロンハイムのドイツ軍と地上でつながったが、ナルヴィクのドイツ軍は依然孤立したままであり、連合軍に対して劣勢であった。トロンハイムから、ドイツ軍はナルヴィクのドイツ軍に接続するため北上する地上作戦を実施していたが、5月中旬の時点でも、ナルヴィクのドイツ軍に到達するには、300km以上も進む必要があり、間に合いそうにはなかった。ナルヴィクのドイツ軍を救出するためには、なんでもせよ、と総統の指示で、海軍の考案したのが、ユーノー作戦で、水上部隊で、ナルヴィク周辺の連合軍の地上軍と海軍を叩くものであった。6月4日に、シャルンホルストとグナイゼナウを基幹する艦隊は、キールから出撃した。
6月8日、ノルウェーから撤収させる戦闘機を輸送中のイギリス空母グローリアスがシャルンホルスト、グナイゼナウと遭遇し、護衛の駆逐艦2隻ともども撃沈された。ただ、ドイツ側もシャルンホルストが被雷したため、撤退中の船団は攻撃を免れた。

## 陸戦

### ナルヴィク占領
ナルヴィク攻略を担当したドイツ軍は第139山岳兵連隊で精鋭部隊であり、指揮官エデュアルト・ディートル少将は、ヒトラーの信頼がとりわけ厚かった。4月9日早朝に、ドイツ軍はナルヴィクとノルウェー第6師団の重要な武器貯蔵庫であるElvegårdsmoenを、無血で占領した。ナルヴィク地区の防衛司令官コンラード・サンドロ大佐は、無用の流血を避けるため市内で部隊とともに降伏した。Elvegårdsmoenの武器貯蔵庫には、2個連隊を装備するのに十分な小銃、弾薬、制服とともに、ディートルの部隊が3ヶ月近く食い繋げられる糧食があった。
荒天の中を駆逐艦輸送したため、甲板上にあった重装備は、すべて流されてしまい、上陸部隊は重火器を欠いていた。さらに、ドイツ軍の計画では、ノルウェー軍の沿岸砲台を使って、予想されるイギリス海軍からの攻撃に対抗するつもりであったが、実際には、歴代ノルウェー政府の怠慢により沿岸砲台は存在しなかった。さしあたってのドイツ軍の目標は、バルドゥフォス(ナルヴィクより北約50km)の飛行場を確保することと、スウェーデン国境までの鉄道路を確保すること、ノルウェー軍の反撃に備えて防衛陣地を構築すること、であった。

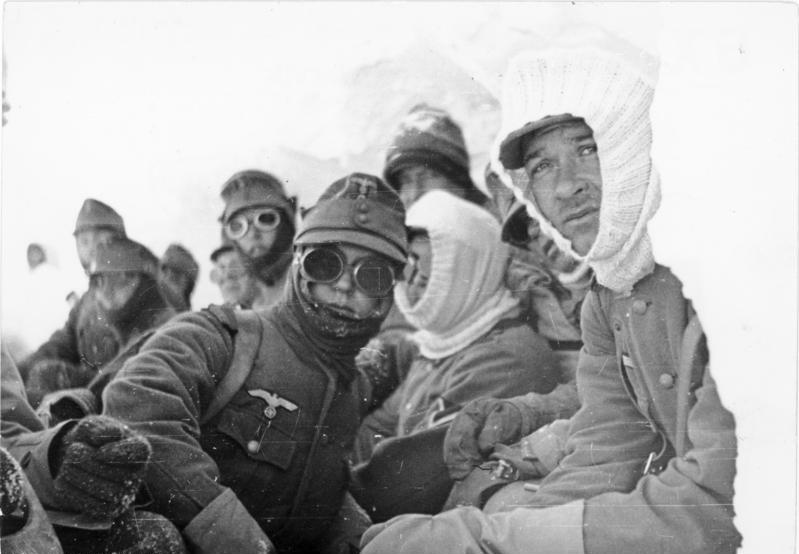
ナルヴィクの山のドイツ山岳猟兵。

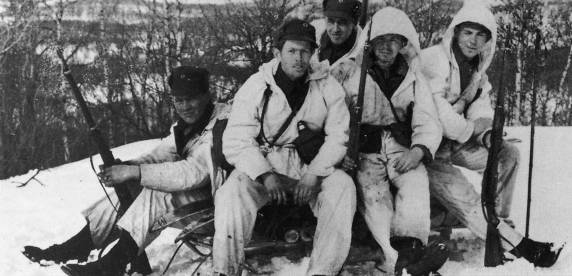
ナルヴィク戦線におけるノルウェー軍部隊。

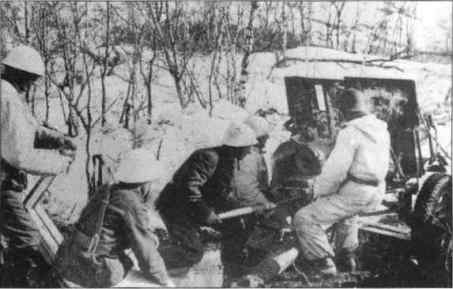
ナルヴィク北方で活動中のノルウェー軍m/01 7.5 cm野戦砲。

### 上陸後の戦闘
5月の2週目、ドイツ軍の東、Gratangseidetへのノルウェー軍の進撃はナルヴィク戦線における最も重要な活動であった。その上、ノルウェー軍の右側面ではフランスのアルペン猟兵部隊がノルウェースキー中隊の支援を受けて、ラバージュの谷へ進んでいた。オフォトフィヨルド南部では連合軍はあまり成功を収めておらず、また、オフォトフィヨルド北部では作戦行動を行っていなかった。ノルウェー軍は山岳での作戦に成功し続け、5月半ば、連合軍は主導権を奪い、重要な勝利を成し遂げた。パリとロンドンの両政府はナルヴィク戦線における進歩が遅いことによりいらいらしており、そのため、フランス軍の指揮官はより多くの行動を取るよう迫っていた。

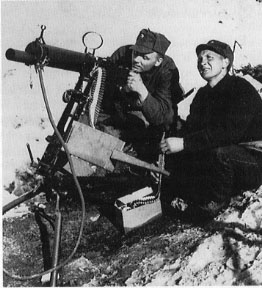
ノルウェー軍のM/29重機関銃、ナルヴィク戦線にて。

慎重に上陸を行うことは断念され、5月12日真夜中、陸海空共同による攻撃が開始された。この攻撃はBjerkvikへ向けられ、ヘリヤンクスフィヨルドでイギリス海軍による砲撃の後に行われた。フランス外人連隊は軽戦車5両の支援を受けた上で岸に上陸した。フランス軍はBjerkvik、Elvegårdsmoen駐留地を占領、ドイツ軍が撤退した北西方面へ進撃、そしてHerjangsfjordの東側に沿って南へ移動した。計画ではポーランド部隊はフィヨルド西側へ上陸した後、Bjerkvikの方へ進撃することになっていたが、複雑な地形は彼らの進撃を遅らせることとなり、Bjerkvikが占領される前に到着することができなかった。それはフランス軍とノルウェー軍がドイツ軍を包囲するために北から進む計画の一部であったが、ノルウェー軍とフランス軍の指揮官らの協力関係問題はドイツ軍が撤退できる隙間を残すこととなった。これらの問題にもかかわらず、連合軍はナルヴィク北方の見通しが利く場所を占領した上で、ロンバックスフィヨルド（Rombaksfjord）上で攻撃する予定であった。
また、連合軍はバルドゥフォス（en）からの航空支援が完全に確立されるのを待ったため、攻撃開始が遅れていた。5月28日23時40分、海軍による砲撃が北から開始された。フランス軍2個大隊とノルウェー軍1個大隊はロンバックスフィヨルド対岸へ輸送され、北からナルヴィクに向かって進撃した。南側ではポーランド大隊がアンケネス（en）とベイスフィヨルド（en）方面へ進撃していた。上陸用舟艇の最大定員は290名であったが、これらの部隊は45分間、補強することができなかった。残りのフランス軍、ノルウェー軍の部隊が上陸する頃までに、これら最初に上陸した部隊はオルネス（Ornes）で足場を確保していた。フランス軍は都市の方へ西進、そして鉄道に沿って東進した。ノルウェー軍はTaraldsvik山の方へ進撃、その後、転進して都市のほうへ山を下った。ドイツ軍指揮官は午前7時前に撤退を決定、ベイスフィヨルドに沿って退却、連合軍は陸上で初の大きな勝利を得ることとなった。

### 連合国派遣軍の撤退

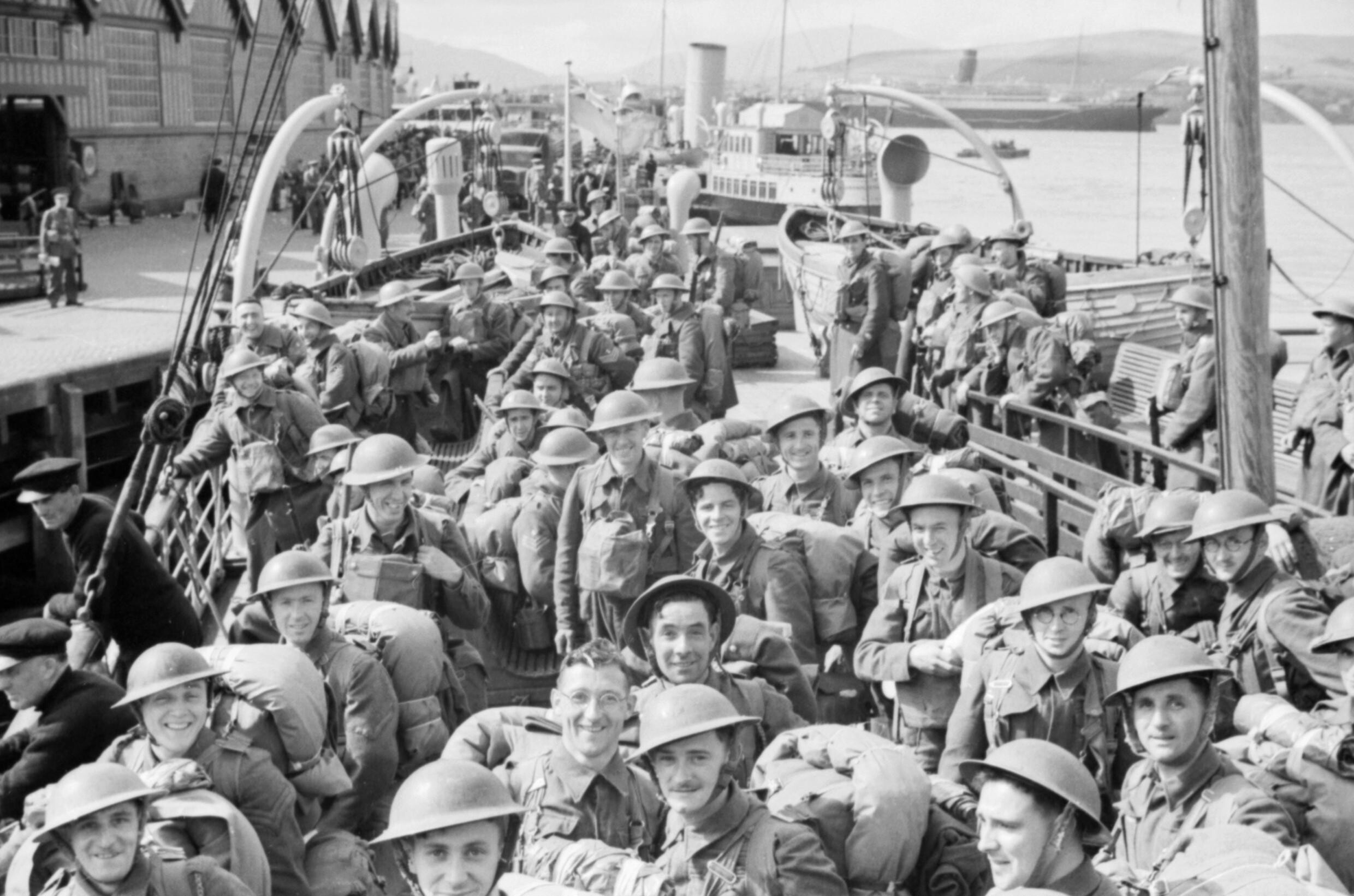
グリーノックへ撤退したイギリス軍、1940年6月。

5月下旬には、ドイツ軍には降伏するかスウェーデンに逃げ込んで抑留される、の二つしか選択肢はないように思われた。ドイツ軍は北からノルウェー軍、西からフランス軍、南西からポーランド軍の攻撃を受けてスウェーデン国境の一角、Bjørnefjellを保持しているだけだった。しかし、5月中旬のフランスでの英仏軍の大敗により、ロンドンでは軍を撤退させることを5月24日に決定した。5月24日から25日にかけての夜、コーク卿は撤退命令を受けた。連合軍の指揮官はナルヴィクへの攻撃を行うことにより、撤退を偽り、鉄鉱石の積み出し港を破壊することに同意した。
ノルウェー政府と軍司令官は6月初旬にそのことを初めて伝えられ、ノルウェー側のイギリスに対する不信と失望をひどくした。フライシャーは単独でもドイツ軍と戦うことを望んでおり、つい6月5日ごろ、2個ノルウェー旅団のうちの片方に攻撃を命令した。ノルウェー政府も中立政策を行うべきか、自由北ノルウェーを設立するか可能性を探っていた。だが、この計画は無駄に終わり6月7日、ノルウェー国王、ノルウェー政府はイギリスへと亡命した。1940年6月4日から8日の間に全ての連合軍部隊はナルヴィクから撤退した。
ポーランド客船3隻（ソビエスキー、バトルィ、フラブルィー）が避難活動に参加した。フラブルィーは5月14、15日のドイツ軍の爆撃で沈没した。6月7日、ノルウェー政府はノルウェー国内での戦闘を放棄、イギリスへの亡命を決定、夕刻にはノルウェー国王、皇太子、政府閣僚はイギリスへ向けて出発、6月8日、ディートルはナルヴィクを奪還、6月9日、ノルウェーに残留することを選んだノルウェー国防軍最高司令官ルーゲはドイツ軍に休戦の申し込みを行った。その日の夕刻、ノルウェー国王及び政府は声明として、国は離れるがノルウェーの独立を取り戻すための戦いは放棄せず、国外での闘争を選んだことを発表した。
そして6月10日、ノルウェー最後のノルウェー軍は降伏した。

## その後

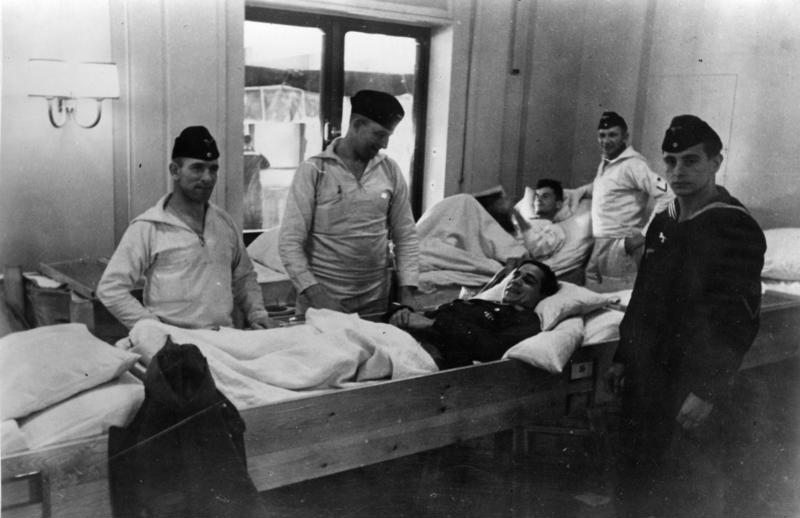
負傷して後送されたドイツ兵、1940年7月、ヴィルヘルム・グストロフでドイツへ帰国した。

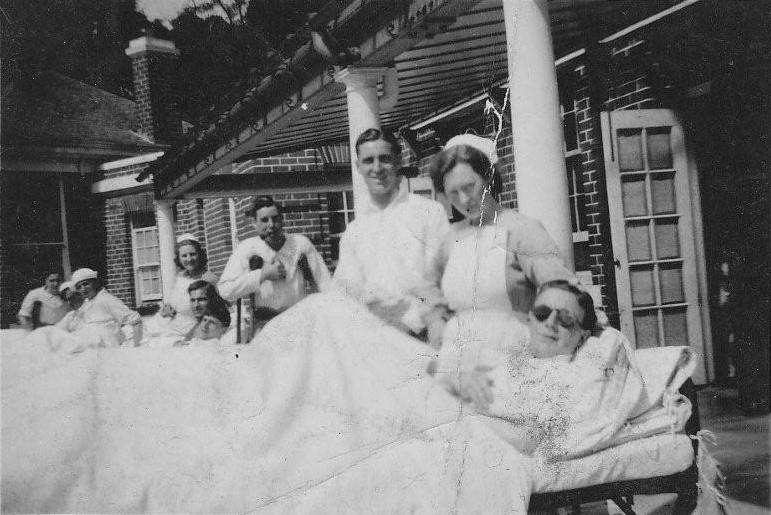
ナルヴィクで負傷、スコットランド、グラスゴーのMearnskirk病院に入院したイギリス兵

寒さと雪はナルヴィクに滞在した全ての部隊の共通の敵であり、さらに連合軍の大部分は十分な装備を保持していなかった。ノルウェー軍はスキーを完全装備しており、それらを利用できる唯一の部隊であった。イギリス軍もスキーを利用しようとしたが、訓練が足りず、またその装備の供給も不足していた。ドイツ軍の水兵らもこれらの問題に取り組み、ドイツ軍、フランス軍の山岳部隊でさえ、ほんの少しの部隊のみがスキーを備えていた。
大部分の部隊は戦闘経験が無かったが、それに対し、ドイツ山岳部隊はポーランド侵攻に参加しており、Bjørnefjellで降下した降下部隊の幾人かはオランダの戦いに参加していた。フランス外人部隊の幾つかは北アフリカ戦線から直接派遣され、一部のポーランド将校はドイツのポーランド侵攻で戦っていた。
連合軍は作戦の最終段階まで制海権、制空権を手中にしていたが、それをフル活用することはなかった。
ドイツ軍は海戦で負けはしたが、侵攻の成功とノルウェーの占領という作戦の主要目的を果たした。
ナルヴィク周辺でのドイツ海軍の損失は多く、駆逐艦10隻（ドイツ軍の全駆逐艦の45%）と潜水艦1隻、そしていくつかの支援船を失った。その引き換えに、連合軍の駆逐艦2隻を撃沈、他の数隻に損害を与えた。この敗北の理由は、ドイツ海軍がナルヴィク港に派遣したタンカーに護衛をつけることができず、無防備であったことである。タンカーを2隻しか手配せず1隻しか到達できなかった結果、10隻の駆逐艦への給油が完了しなかったため4月9日夜に帰途に着くことができず、イギリス海軍の反撃から逃れることは出来なくなってしまった。
連合軍は、4月12日に、イギリス大使が本国へ打電した、”ナルヴィクの奪還は、ほとんどノルウェーの救援に寄与しない”、というのを2ヶ月かけて実演することになった。

## 戦後
1940年のこれらの戦いを背景として、1964年にナルヴィク戦争記念博物館（no:Nordland Røde Kors krigsminnemuseum）が、1990年に北ノルウェー平和センター財団（Stiftelsen Nordnorsk Fredssenter）が設立された。2016年4月27日以降はナルヴィクセンター財団（no:Stiftelsen Narviksenteret）によりナルヴィク戦争記念博物館が運営されている。

## 文献
- M.J.Whitley, German Destroyers of World War Two, Arms and Armour Press, 1991, ISBN 1-85409-084-4
- Geirr H Haarr, The German Invasion of Norway April 1940, Seaforth Publishing, 2009, ISBN 978-1-84832-032-1
- Dildy, Doug Denmark and Norway 1940: Hitler's boldest operation Osprey Publishing, 2007, ISBN 1846031176.
- Jaklin, Asbjørn Nordfronten - Hitlers skjebneområde Gyldendal, Oslo 2006 ISBN 978-82-05-34537-9 （ノルウェー語）
- Macintyre, Donald G. F. W  Narvik W. W. Norton, 1959.
- Ziemke, Earl F. The German Northern Theater of Operations 1940-1945 Department of the Army, 1959.
- Waage, Johan Kampene om Narvik, Dreyers Forlag, Oslo 1963 （ノルウェー語） (Also published in English [The Narvik Campaign] and French [La bataille de Narvik] editions.)
- Johs, Andenæs; Olav Riste; Mane Skodvin (1966). NORWAY AND THE SECOND WORLD WAR（池上佳助 訳『ノルウェーと第二次世界大戦』東海大学出版会、2003年。ISBN 4-486-01588-6。）